# Tesna koža
Tesna koža (serbokroatisch: Die enge Haut) ist der erste von vier Teilen der Filmreihe Tesna koža, die zu den meistgesehenen Filmen des ehemaligen Jugoslawien gehören. Der 1982 produzierte Film entstand unter der Regie von Mica Milošević.

## Handlung
Im Alter von 56 Jahren ist Mita Pantić noch immer Bürogehilfe in seiner Firma. Pantićs Ehefrau Persida ist eine mürrische Hausfrau mittleren Alters, während sein Sohn Branko als Astronomiestudent Jahr für Jahr vor sich hin studiert. Das zweite Kind ist Mira, die trotz abgeschlossenem Jurastudium seit Jahren vergebens versucht, einen Job zu bekommen. Der 16-jährige Aca hat hingegen Probleme in der Schule und wünscht sich ein Motorrad. Alle drei Kinder kritisieren die desolate Finanzsituation der Familie und machen sie für ihre jeweilige Situation verantwortlich. Im Haushalt leben außerdem Pantićs exzentrische Mutter und Mitbewohnerin Suzana.
Der Alltag beginnt für Pantić auch an diesem Tag um 6 Uhr morgens. Zu Hause bahnt er sich seinen Weg durch das überfüllte Bad. Auf der Arbeit stürzt sein Chef Srećko Šoić mit der Aufforderung in sein Büro, einen Stapel Papiere neu abzutippen, da sie nicht genug lesbar seien. Pantić begibt sich in die Schreibabteilung der Firma, wo die Schreibkraft Melita Sandić mehr Zeit damit verbringt sich zu unterhalten und am Telefon zu flirten als zu arbeiten.
Währenddessen hat Pantićs jüngster Sohn Probleme mit seinem Englischlehrer, der von allen nur Japanac gerufen wird. Aca hat ihn beleidigt, und nun will Japanac seinen Vater sprechen. Mita sucht derweil die monatlichen Gehaltschecks zusammen und stellt dabei entsetzt fest, dass ihm seine Bezahlung wegen seiner ständigen Verspätungen vom Lohn abgezogen wurde. Wütend stürmt Pantić zurück in sein Büro, wo er Oliver Nedeljkovic begegnet, der ihn hinsichtlich der neuen Personaleinstellungen bestechen will. Obwohl Pantić knapp bei Kasse ist, lehnt er das Angebot ab und berichtet den Bestechungsversuch seinem Chef.
Wieder zu Hause bekommt Familie Pantić Besuch von Japanac, der den Hausherrn beim Radiohören antrifft. Pantić hört aufgeregt eine Fußballübertragung, zuvor hatte er die Begegnungen bei einer Sportwette getippt. Je länger die Übertragung dauert, desto mehr erweisen sich Pantićs Tipps als richtig. Er ist nur noch einen richtigen Tipp vom Jackpot entfernt. Japanac kommt nicht zu Wort und ist gerade dabei zu gehen, als er Suzana begegnet. Sie nimmt ihn mit in ihr Zimmer und die beiden verstehen sich auf Anhieb prächtig. Pantić fällt in diesem Augenblick in Ohnmacht – er hat tatsächlich den Jackpot geknackt.
Japanac und Pantić treffen sich schließlich in Japanacs Wohnung, wo Japanac jedoch mehr Interesse für Pantićs Haushaltsgehilfin Suzana zeigt als für Pantićs Sohn. Japanac verleiht seinem Wunsch Ausdruck, Suzana heiraten zu wollen, was Pantić als Gelegenheit auffasst, sie endlich loszuwerden. Pantić löst seinen Wettschein ein und erhält den Jackpot von sieben Millionen jugoslawischer Dinar. Als Pantić wieder auf Arbeit kommt, muss er feststellen, dass Melita zur persönlichen Schreibhilfe seines Chefs befördert wurde. Erst recht wird er rasend, als er erfährt, dass Nedeljkovic den Job bekommen hat, obwohl Pantić auf seinen Bestechungsversuch nicht eingegangen ist.
Am nächsten Morgen beginnt die alltägliche Routine von neuem. Auf das Gezeter und die Beschwerden über zu wenig Geld geht Pantić dieses Mal gar nicht erst sein, sondern beginnt, mit Geldscheinen umherzuwerfen. Auf dem Weg zum Badezimmer läuft er Japanac über den Weg, der ihn darüber in Kenntnis setzt, dass er Suzana geheiratet habe.